# Ріодева
Ріодева (ісп. Riodeva) — муніципалітет в Іспанії, у складі автономної спільноти Арагон, у провінції Теруель. Населення — 180 осіб (2010).
Муніципалітет розташований на відстані близько 220 км на схід від Мадрида, 25 км на південь від міста Теруель.

## Демографія
Динаміка населення (INE ):